# ظهور لاک‌پشت‌های نینجا جهش یافته نوجوان
ظهور لاک پشت‌های نینجا (که با نام‌های Rise of the TMNT و ROTTMNT نیز شناخته می‌شود) یک مجموعه تلویزیونی انیمیشن آمریکایی است که بر اساس شخصیت‌هایی از کتاب‌های کمیک لاک پشت‌های نینجا نوشته کوین ایستمن و پیتر لیرد ساخته شده‌است. این سریال که توسط اندی سوریانو و انت وارد تولید و تهیه شده‌است، در ۲۰ ژوئیه ۲۰۱۸ در نیکلودئون پخش شد. نمایش این سریال بعداً به Nicktoons منتقل شد، که قسمت‌های جدید تا ۷ اوت ۲۰۲۰ پخش شد.
خبر ساخت این سریال توسط نیکلودئون در ۲ مارس ۲۰۱۷ اعلام شد و در ابتدا قرار بود حداقل در ۲۶ قسمت پخش شود. این سریال لاک‌پشت‌ها را به دنبال ماجراجویی‌های جدیدی سوق می‌دهد، زیرا آنها به دنبال کشف اسرار عرفانی شهر نیویورک و قدرت‌های خود برای نجات جهان از بدی هستند.
در ۲۷ جولای ۲۰۱۸، نیکلودئون این سریال را برای فصل دوم تمدید کرد. به گفته‌ی آنها فصل دوم متشکل از ۲۶ قسمت بود. و این خبر قبل از شروع رسمی فصل اول اعلام شد. با این حال تعداد قسمت‌های این فصل، به ۱۳ قسمت کاهش یافت. قسمت آخر در ۷ اوت ۲۰۲۰ پخش شد. 
فیلم سینمایی ظهور لاکپشت‌های نینجا ۲۰۲۲ در نتفلیکس در ۵ اوت ۲۰۲۲، یعنی دوسال پس از پایان سریال منتشر شد. این فیلم به نوعی پایان اصلی این سریال به حساب می‌آید.